# Srđevići (Livno)
Pour les articles homonymes, voir Srđevići.
Srđevići (en cyrillique : Срђевићи) est un village de Bosnie-Herzégovine. Il est situé dans la municipalité de Livno, dans le canton 10 et dans la fédération de Bosnie-et-Herzégovine. Selon les premiers résultats du recensement bosnien de 2013, il compte 945 habitants.

## Géographie
Le village est situé à proximité du lac de Lipa.

## Démographie

### Évolution historique de la population
| 1948 | 1953 | 1961  | 1971  | 1981  | 1991  | 2013 |
| ---- | ---- | ----- | ----- | ----- | ----- | ---- |
| -    | -    | 1 124 | 1 191 | 1 060 | 1 094 | 945  |

|  |